# Atari Jaguar CD
El Atari Jaguar CD o Jag CD es un periférico de CD ROM para el Atari Jaguar.
Atari anunció una unidad de CD-ROM para el Jaguar antes del lanzamiento de la consola en noviembre de 1993. con el nombre Nombre en clave Jaguar II durante el desarrollo, el CD de Jaguar se lanzó el 21 de septiembre de 1995 y se vendió por $ 149.95. Sufrió múltiples retrasos, originalmente destinado para su lanzamiento durante la temporada de compras navideñas de 1994. El dispositivo se encuentra en la parte superior de la consola Jaguar, encajando en la ranura del cartucho ROM. La unidad tiene su propia ranura para cartuchos para permitir que se jueguen juegos de cartuchos sin extraer la unidad de CD, y para ejecutar el software que utiliza el cartucho y el CD en tándem. Había un cartucho separado "Memory Track" para almacenar el juego guardado y las puntuaciones más altas.
La unidad de CD Jaguar incluía una unidad de doble velocidad (2 ×) y un software VLM (Virtual Light Machine) integrado escrito por Jeff Minter. Usando un analizador de espectro, el VLM proporcionó un sofisticado espectáculo de luces de video cuando se reproducía un CD de audio en la máquina. Empaquetados con la unidad estaban dos juegos (Blue Lightning y Vid Grid), un CD de música (banda sonora de Tempest 2000) y un disco de demostración Myst. Además, la pantalla de inicio es diferente a la del Jaguar basado en cartuchos: al utilizar los bancos VLM, se crea un "espectáculo de luces" aleatorio que es diferente cada vez que se enciende la consola. Sin embargo, la puesta en marcha fue silenciosa.
Los juegos de CD de Jaguar pueden incluir hasta 790 MB de datos, considerablemente más que los CD-ROM convencionales. Los diseñadores optaron por ignorar los formatos de CD-ROM establecidos y en su lugar crearon sus propios formatos basados en el formato de CD de audio. Si bien permite un almacenamiento dramático en el disco y frustra la piratería ocasional, el formato solo ofrece una corrección de errores limitada.
La unidad fue fabricada para Atari por Philips en los Estados Unidos. El envío inicial fue de 20,000 unidades. Los comentarios de Atari, unas pocas semanas después del lanzamiento de la unidad, indicaron que se había vendido todo el inventario y que se pediría otro lote. Con la adquisición inversa de JT Storage a solo unos meses de distancia, es posible, sin embargo, que esas 20,000 unidades sean las únicas unidades que se hayan producido.
Solo se lanzaron 11 juegos para el CD de Jaguar durante su vida: Battlemorph, Baldies, Highlander: The Last of the MacLeods, Brain Dead 13, Dragon's Lair, Space Ace, Hover Strike: Unconquered Lands, Myst, Primal Rage . Sin embargo, desde entonces no se han producido títulos ni lanzamientos homebrew, y los juegos para el CD de Jaguar se lanzaron en 2017.
A mediados de 1994, Atari y Sigma Designs firmaron un acuerdo para desarrollar conjuntamente un tablero de PC que permitiría jugar a los juegos de CD de Jaguar en computadoras domésticas, con un lanzamiento programado para fines de 1994. Sin embargo, nunca se completó.
Ahora es posible descargar (legalmente) y grabar varias demostraciones cifradas (Black Ice / White Noise, Native, Atomic) para reproducirlas en una unidad de CD real sin modificaciones. Debido a esto, el sector homebrew está activo con varios títulos en progreso. Sin embargo, aún se requiere un cartucho de terceros (el carro de Protector SE, B & C) para juegos sin cifrar.

## Biblioteca de juego
| Nombre                               | Género             | Desarrollador (es)             | Editor (es)             | Lanzamiento              | Lanzamiento    | Lanzamiento |
| Nombre                               | Género             | Desarrollador (es)             | Editor (es)             | NA                       | PAL            | JP          |
| ------------------------------------ | ------------------ | ------------------------------ | ----------------------- | ------------------------ | -------------- | ----------- |
| Baldies                              | Real-time strategy | Creative Edge Software         | Atari Corporation       | December, 1995           | 1995           |             |
| Battlemorph                          | Shooter            | Attention to Detail            | Atari Corporation       | December, 1995           | 1995           |             |
| Blue Lightning                       | Simulator          | Attention to Detail            | Atari Corporation       | 11 de septiembre de 1995 | 1995           |             |
| Brain Dead 13                        | Interactive movie  | ReadySoft Incorporated         | ReadySoft Incorporated  | January, 1996            | 1996           |             |
| Dragon's Lair                        | Interactive movie  | Epicenter Interactive          | ReadySoft Incorporated  | 6 de diciembre de 1995   | 1995           |             |
| Highlander: The Last of the MacLeods | Action, Adventure  | Lore Design                    | Atari Corporation       | 30 de octubre de 1995    | 1995           |             |
| Hover Strike: Unconquered Lands      | Shooter            | Atari Corporation              | Atari Corporation       | 26 de octubre de 1995    | 1995           |             |
| Iron Soldier 2                       | Simulator          | Eclipse Software Design        | Telegames               | 30 de diciembre de 1997  | December, 1997 |             |
| Myst                                 | Adventure, Puzzle  | Cyan Worlds, Sunsoft           | Atari Corporation       | 14 de diciembre de 1995  | 1995           |             |
| Primal Rage                          | Fighting           | Probe Entertainment            | Time Warner Interactive | December, 1995           | 1995           |             |
| Space Ace                            | Interactive movie  | Epicenter Interactive          | ReadySoft Incorporated  | December, 1995           | 1995           |             |
| Vid Grid                             | Puzzle             | High Voltage Software, Jasmine | Atari Corporation       | 11 de septiembre de 1995 | 1995           |             |
| World Tour Racing                    | Racing             | Teque London                   | Telegames               | June, 1997               | 1997           |             |